# NGC 1741
NGC 1741 est une paire de galaxies spirales de type magellanique située dans la constellation de l'Éridan. NGC 1741 a été découvert par l'astronome français Édouard Stephan en 1878.
Cette paire de galaxies spirale est formée de PGC 16570 et de PGC 16574. Cette paire fait partie du catalogue d'Halton Arp en tant que Arp 259. Ces deux galaxies sont inscrites dans le catalogue de Markarian sous une même cote, soit Mrk 1089 (MK 1089).

## Caractéristiques
Sa vitesse par rapport au fond diffus cosmologique est de 4 026 ± 5 km/s, ce qui correspond à une distance de Hubble de 59,4 ± 4,2 Mpc (∼194 millions d'al).

## Groupe de NGC 1700
NGC 1741 fait partie du groupe de NGC 1700 qui comprend au moins 7 galaxies. Les six autres galaxies sont NGC 1700, NGC 1729, IC 399, IC 2102, PGC 16570 et PGC 16573. Notons que NGC 1741 est en réalité une paire de galaxies constituée de PGC 16570 et de PGC 16574.

## Groupe compact de Hickson 31
Le groupe compact de Hickson HCG 31 comprend les galaxies PGC 16570 et de PGC 16574 qui y figurent en tant que HCG 31A  et HCG 31B. Ce groupe comprend cinq autres galaxies. Les galaxies IC 399 (HCG 31G) et PGC 16573 (HCG 31C) sont à peu près à la même distance que les galaxies de NGC 1741 et elles font donc réellement partie de ce groupe. La galaxie PGC 16571 est cependant très lointaine, à plus de 1,2 milliard d'années-lumière. Elle ne fait donc pas partie de ce groupe, mais elle figure quand même dans le groupe de Hickson 31 sous la cote HCG 31D. Les deux dernières galaxies du groupe HCG 31 ne sont pas répertoriées dans d'autres catalogues et seules leurs coordonnées sont disponibles.

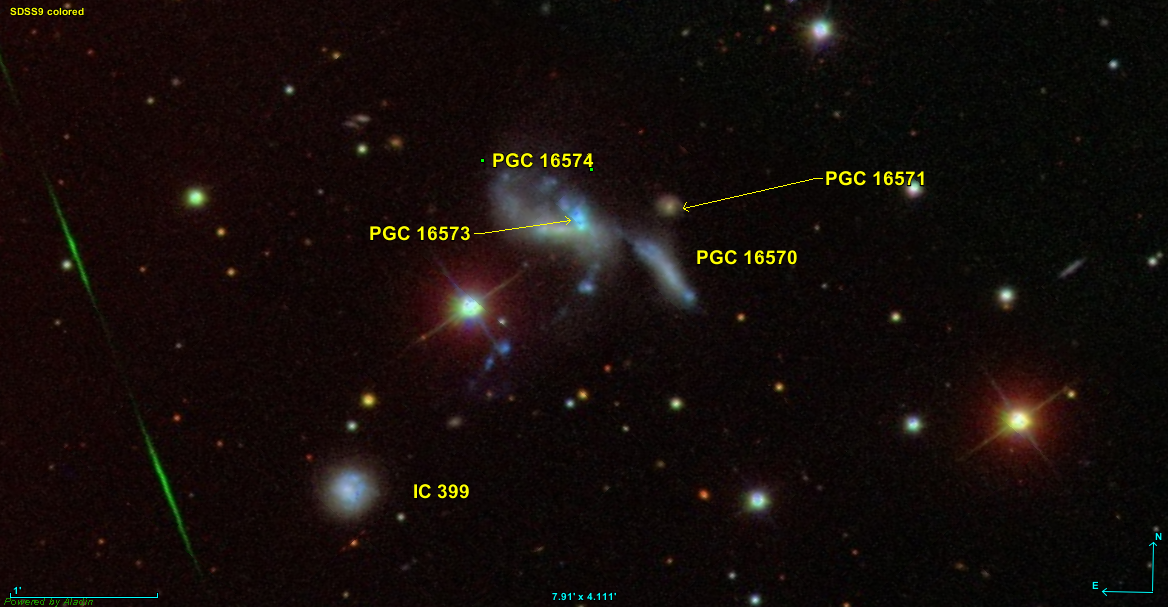
Cinq des sept galaxies du groupe compact de Hickson 31.
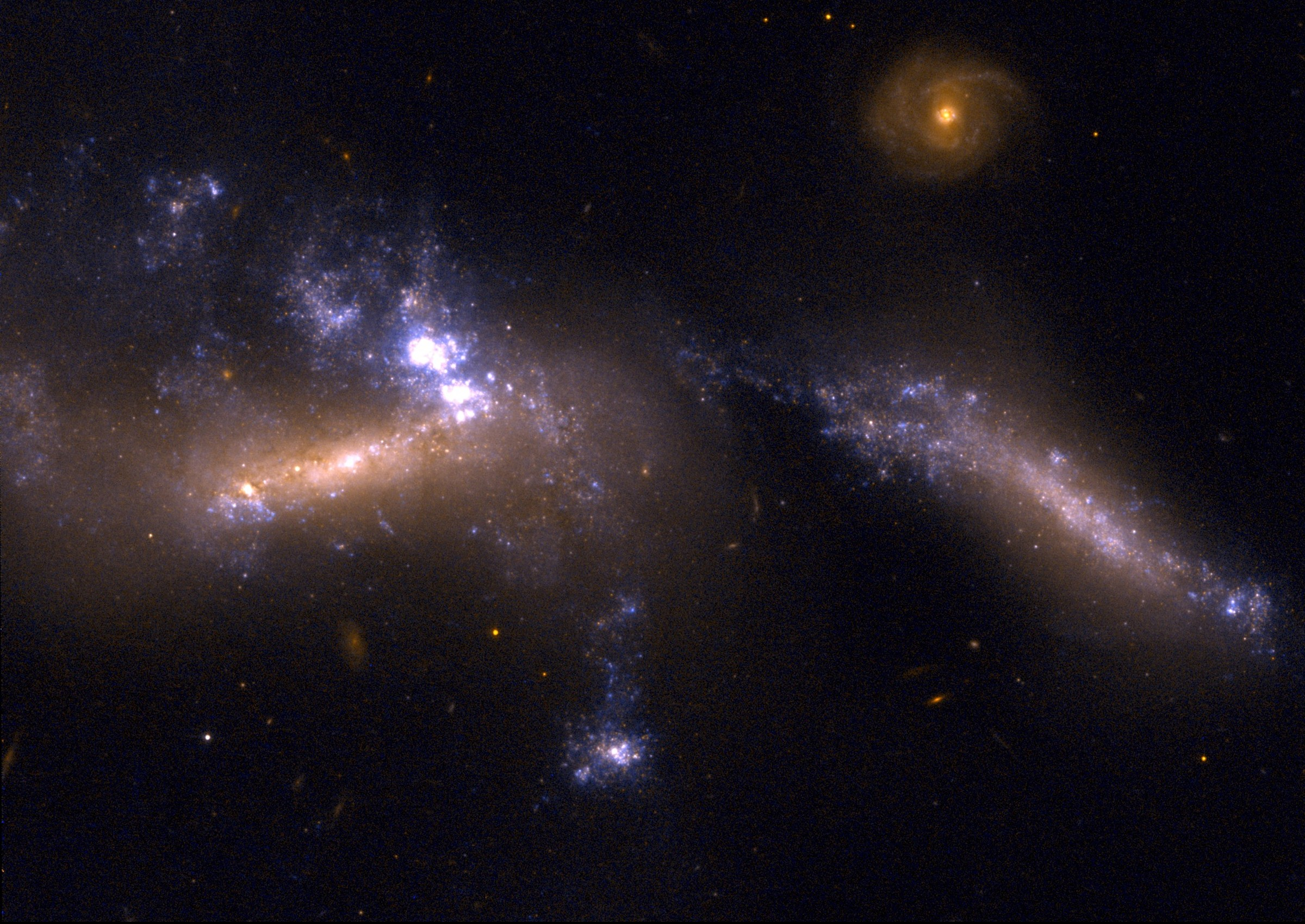
HCG 31 par le télescope spatial Hubble.